# Закриття (Цілком таємно)
Закриття (Closure) — 11-й епізод сьомого сезону серіалу «Цілком таємно». Епізод належить до «міфології серіалу» та надає можливість глибше з нею ознайомитися. Прем'єра в мережі «Фокс» відбулася 13 лютого 2000 року.
У США серія отримала рейтинг Нільсена, рівний 9.1, це означає, що в день виходу її подивилися 15.35 мільйона глядачів.

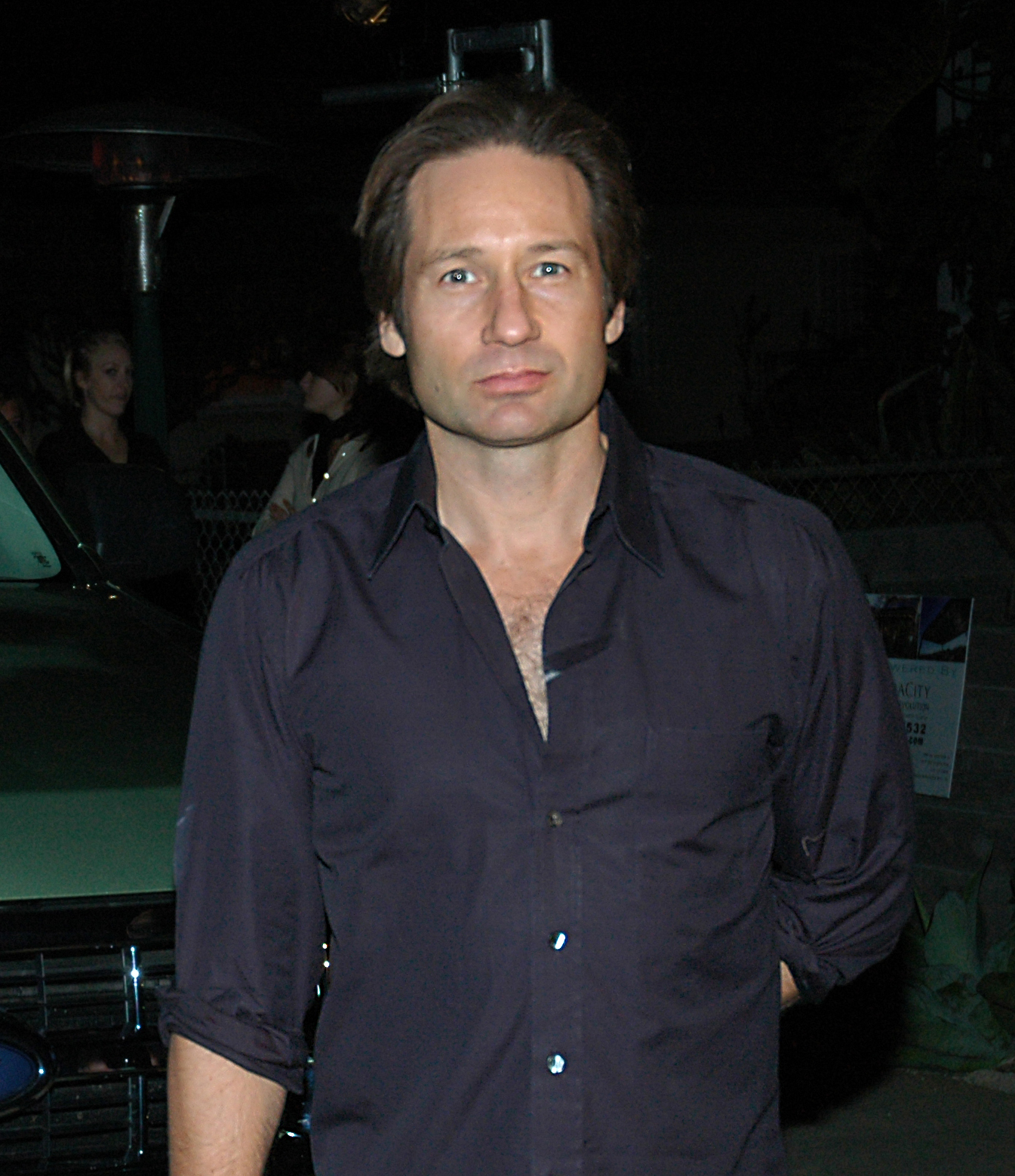

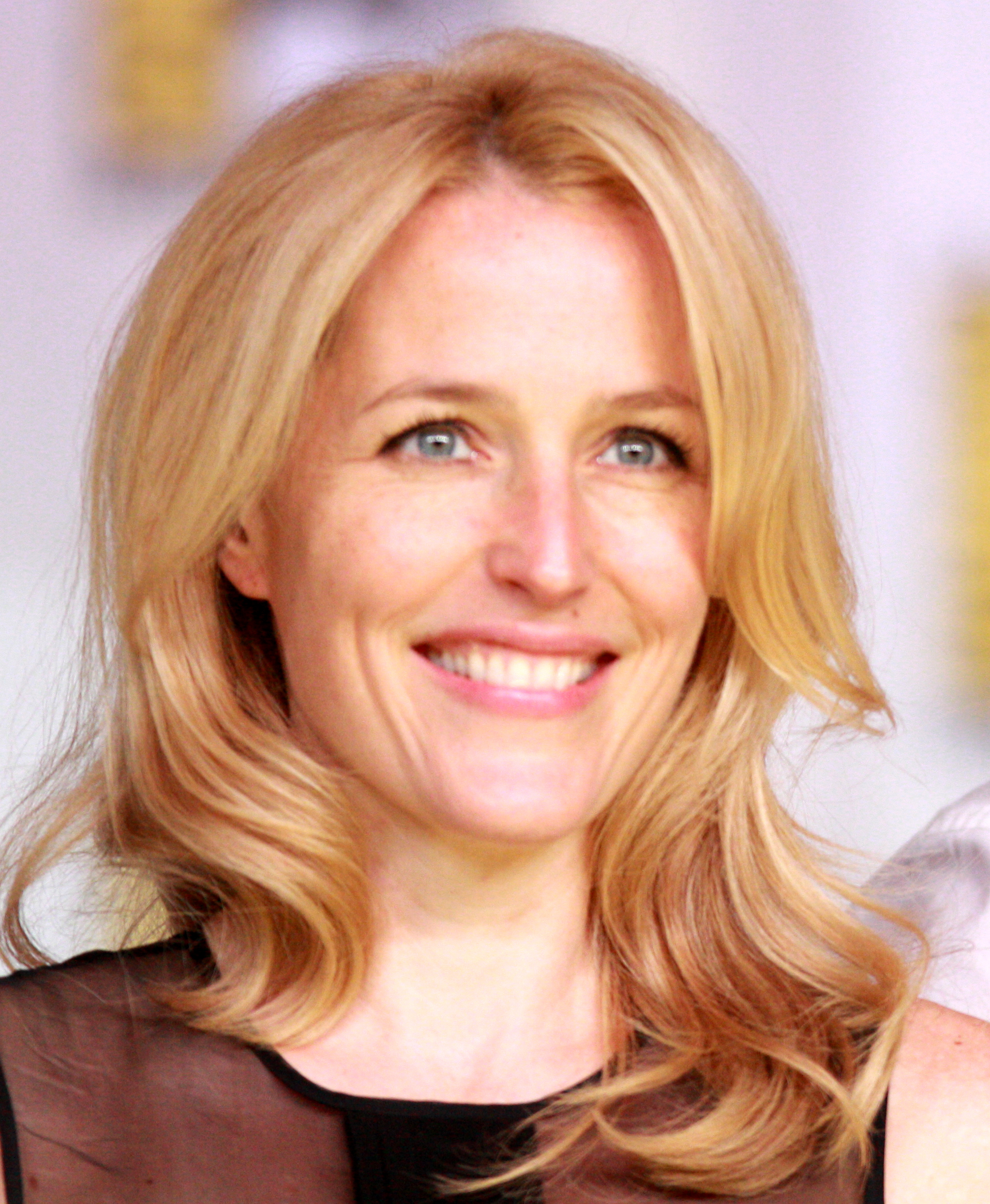

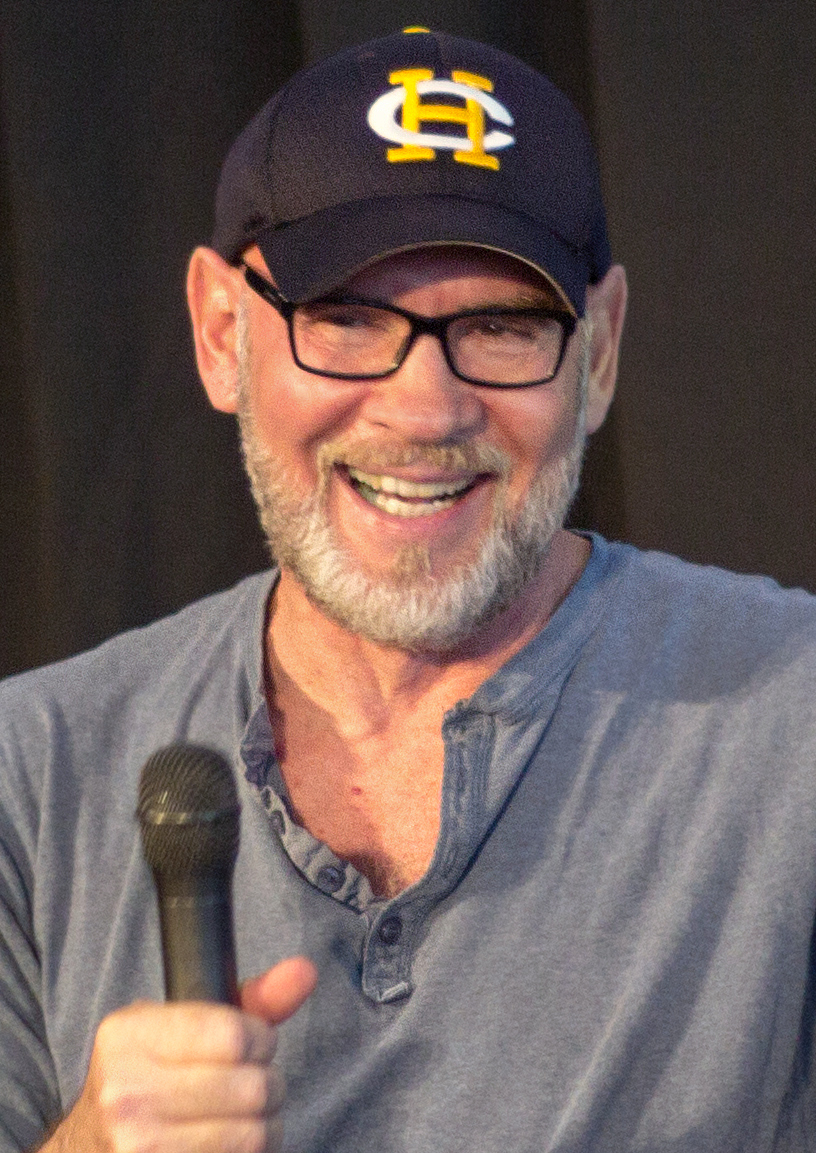

Малдер змушений прийняти факт, що його мати наклала на себе руки сама. Він зустрічає людину, у якого кілька років тому пропав син, і з'ясовує правду: Саманта разом з душами, забраними «переселенцями», які рятують душі дітей, приречених на нещасне життя.

## Зміст
Вірити, щоб зрозуміти
Поліцейські розкопують величезний дитячий цвинтар. Уночі при місячному мерехтінні з розкопаних могил виходять примарні постаті дітей. Вони стають в коло і взявщись за руки дивляться у небо.
Малдер і Скаллі допомагають поліції Сакраменто у розслідуванні жорстокого вбивства, скоєного власником «закладу Санта-Клауса» Едом Скроллоу. Оскільки виявляються останки ще дітей, він визнає, що вбив двадцять чотири дитини, але заперечує вбивство Ембер Лінн ЛаП'єр, яка зникла з дому в попередньому епізоді. Скаллі розуміє — Фокс хапається за імовірну ниточку у справі зникнення його сестри. До Малдера звертається екстрасенс Гарольд Піллер, який розповідає Фоксу, що він допомагав правоохоронним органам у всьому світі (як поліційний ясновидець), і в різних випадках доводив, що дітей брали «Walk-inті, хто приходять», істоти, які переміщають постраждалих дітей зоряним світлом. Піллер вважає, що істоти рятують дітей, які зазнають страшних доль.
Малдер з Піллером відвідують місце захоронення. Несподівано Піллер каже — він відчуває якийсь зв'язок зниколї ЛаП'єр із Фоксом — і торкнувшись агента дізнається про зникнення його сестри. Скаллі переживає за вплив Піллера на Малдера — і передивляється старий запис Фокса у стані під гіпнозом. Агенти повертаються до Вашингтона, де Малдер продовжує пошук доказів у справі. Скаллі хоче відновити справу зникнення Саманти. Тим часом Піллер отримує ще одне бачення Саманти, яка веде Малдера до авіабази Ейпріл — Фокс сам написав адоесу на папері. Піллер у кімнаті Малдера бачить привид його матері — вона щось говорить. Скаллі знаходить докази того, що зникнення Саманти пов'язане з Курцем; повернувшись до своєї квартири, вона виявляє, що він чекає Дейну. Курець хворий і каже їй, що припинив розшук сестри Малдера, коли вона зникла, бо знав, що Саманта мертва.
Коли Малдер приїздить на авіаційну базу Ейпрід — він і ясновидець уночі долають огорожу, він виявляє докази того, що Саманта жила з Курцем разом із його сином Джеффрі Спендером та що вона була змушена пройти болісні випробування. Дейна дізнається дещо інше — Піллер досі перебуває під слідством про убивство його сина. Окрім того він має проблеми із психікою. Дейна на тужливий погляд Малдера лише скрушно зітхає.
Агенти з ясновидцем прибувають до дому де жила Саманта. Ясновидець проводить спіритичний сеанс; Малдер відчуває що душа якоїсь дитини торкається його руки. Малдер іде з дитиною; Дейна розплющує очі і бачить — Фокса у кімнаті нема. Фокс знаходить щоденник своєї сестри. Уночі до сплячого Малдера приходить видіння його матері і щось шепоче на вухо.
Скаллі знаходить звіт поліції 1979 року про дівчину, що відповідає опису Саманти, і дізнається, що її доставили до лікарні швидкої допомоги. Вони з Малдером знаходять медсестру, яка лікувала її. Перед її домом Фокс відчуває — це кінець шляху. Медсестра описує, що мала видіння — Саманта зникла так само, як Ембер, безслідно. Також вона повідомляє — Саманту хотів забрати Курець.
Малдер проходить лісом і бачить видіння Саманти разом з духами інших дітей. Саманта біжить до Фокса і пригортається нарешті до брата. На обличчі Фокса блукає щаслива посмішка.
Фокс розповідає Скаллі та Піллеру про своє бачення. Піллер погано реагує, почувши, що його син помер, тоді як Малдер визнає, що його сестра померла і знаходиться в кращому місці. Коли Скаллі втішає Малдера і запитує, чи все в нього добре, він відповідає придушеним голосом:
Кінець шляху. Я вільний.

## Зйомки
«Закриття», написане Крісом Картером та Френком Спотніцем, поклало кінець пошукам Малдера сестри Саманти, яку викрали в дитинстві. Хоча ідея закрити сюжетну лінію викликала неоднозначну реакцію творчого колективу, багато хто зрозумів, що настав час, аби серіал відповів на одне з найбільших питань. Спотніц пояснював: «Я думаю, (Девід Духовни) втомився грати чоловіка, якому не вистачає його сестри. Я сказав йому: „ Це буде останній раз, коли ти гратимеш [цю партію]“». Пол Рабвін зазначав: «Минуло сім років. Я не думаю, що ніхто з нас не буде сумувати за Самантою Малдер. Цей образ і мотивація були дуже сильними в перші роки серіалу. Але, як минули роки, спекуляції ніби розчинилися».
«Закриття» тривало там, де «Sein und Zeit» закінчився, але відгалужувалося на іншу територію. Пізніше Картер пояснив, що «в емоційному плані це було важкою справою для всіх, але обов'язковою — так. Ці епізоди включали дві дуже особисті справи: пошук серійного вбивці (в» Sein und Zeit «) та пошук сестри Малдера (в „Закритті“)». Марк Шапіро, у книзі «Всі речі: офіційний путівник по Цілком таємно», випуск 6 зазначив, що, крім завершення сюжетної лінії про Саманту, цей епізод був «в основному епізодом Курця», оскільки він досліджував його причетність до викрадення Саманти та розкривав аудиторії, що він серйозно хворий. Слоган епізоду був змінений із звичного «Правда там» на «Вір, щоб зрозуміти».
Меннерс стверджував, що «Закриття» був одним з перших епізодів, в якому виробничий персонал зміг «знімати в Лос-Анджелесі із сонцем». До цього знімальна група «боролася з тим, що ми вже не були у Ванкувері і що наш серіал раптом став дуже яскравим і веселим». Щоб внести зміни до цього, Білл Ро, директор зйомки, використовував гілки дерев та підставки для блокування сонячного світла. Перша сцена, коли walk-in піднімаються з могили, знята в Гріффіт-парку над дитячим майданчиком. Вона була «хитрою», за словами режисера Кіма Меннерса, оскільки йому було незручно говорити дітям «встати з могил», відчуваючи, що це може їм психологічно нашкодити; натомість він умовив знімальну групу називати діри в землі «фортами». Сцени, що відбувалися на авіабазі Ейпріл, були зняті в Сан-Бернардіно на закритому аеродромі, колишній базі ВПС Нортон. На авіабазі знаходився великий занедбаний комплекс із понад 400 будівель, які були побудовані та використовувались військовими США. За словами Меннерса, вся територія була «моторошним… містом-привидом», оскільки багато будинків все ще були повні старих, занедбаних меблів. Спочатку виробники хотіли, щоб назва фіктивної бази ВПС була «авіабаза Март». Однак наявність справжньої бази авіаційного резерву з такою ж назвою, розташованої менш ніж за 10 миль від міста Ріверсайд, зумовила необхідність зміни на «базу ВПС Ейпріл». Сцена в ресторані була знята у готелі «Carriage Inn» на бульварі Сепульведа.
Під час зйомок Девід Духовни вирішив здійснити сцену возз'єднання в такий спосіб, який суперечить сценарію. Пізніше Меннерс зазначив: "У сценарії він закликав сестру підбігти і обійняти його, а Малдер повинен був заплакати. Девід не хотів плакати. Я сказав: «Девіде, ти нарешті зрозумів, що твоя сестра насправді мертва… Він сказав: „Слідкуй лише за тим, що я роблю; довірся мені“. І він тримав цю маленьку дівчинку-акторку — на його обличчі квітла чудова посмішка, яка була абсолютно вражаючою». Меннерс був дуже задоволений зміною і включив її в остаточний фрагмент епізоду. Щоб створити сцену із зображеннями привидів мертвих дітей, які співдіють із агентами, різні шари плівки потрібно було накладати один на другий. Сцени були трудомісткими і виконувалися методою багатьох повторів. Після того, як кадри були забезпечені, плівку з привидами потрібно було зробити трохи прозорішою. Ці сцени насправді були зняті при денному світлі, а остаточна сцена мала виглядати так, ніби вона знімалася вночі, а також спеціалізована фотографія «день на ніч» (на якій об'єкти освітлювались яскравими вогнями, а неба повністю уникали). Сцени були зняті з частотою 48 кадрів в секунду, що вдвічі перевищує звичайну швидкість зйомок. Ребекка Тулан заради цього епізоду та «Sein Und Zeit» їздила до Лос-Анджелеса з Ванкувера. Щоб створити їй примарне явище, виробничий персонал зняв Тулан і наклав зображення на кадр Духовни. Меннерс зіграв роль гіпнотизера у відео, яке дивиться Скаллі. Пізніше режисер, який став актором, зазначив: «Я дію лише тоді, коли ти насправді не бачиш мого обличчя». Меннерс критикував грим Духовни в цій сцені — яку додали, щоб кадри здавалися застарілими. Він сардонічно зазначив, що «це (не) один із епізодів, за який Чері Медкалф (візажист серіалу) виграла „Еммі“».
Композитор Марк Сноу описав музику до серії як «почуття біблійного запалу і релігійності — елегію — почуття про все, що було для мене таким гострим і зворушливим». «My Weakness», пісня Moby з його альбому «Play», звучить в епізоді на початку, коли ФБР виявляє велетенську могилу, і наприкінці, при зустрічі Малдера й духа сестри. Картер ніколи не говорив Сноу про рішення використовувати чужу музику, хоча з тих пір Марк сказав, що його реакція на використання пісні була дуже позитивною і що пісня була «ідеальною»

## Показ і відгуки
«Закриття» вперше вийшло в ефір у США 13 лютого 2000 року. Епізод отримав рейтинг Нільсена 9,1 з часткою 13. Це означає, що приблизно 9,1 % всіх домогосподарств, обладнаних телевізором, і 13 % домогосподарств, які дивляться телевізор, споглядали епізод. Його переглянули 15,35 мільйона глядачів у США. 28 травня 2000 року епізод був показаний на «Sky One» у Великій Британії і його переглянули 0,68 мільйона глядачів.
Огляди епізоду були неоднозначними, деякі критики захоплювалися закінченням історії, а інші висміювали його. Том Кессеніч у книзі «Експертизи: несанкціонований погляд на сезони 6–9 Цілком таємно» вважав, що цей епізод працював найкраще, «якщо про деякі попередні підказки, пов'язані із Самантою, забули», наприклад, коли «Мисливець за головами» сказав Малдеру, що вона ще жива в «Кінці гри». Незважаючи на це, він писав, що «було правильним, що Саманта померла, оскільки життя Малдера завжди визначалося тим, що він втратив, а не тим, що знайшов». Він припустив, що епізод не був «ідеальним», але його «плюси значно переважали будь-які помилки на цьому шляху». Він також похвалив «ефірну якість останніх кількох моментів», написавши, що вони «підняли цей епізод і зробили його одним із найбільш пам'ятних в сезоні». Кеннет Сілбер із «Space.com» залишився задоволений епізодом і написав: «„Закриття“ — це вдовольняючий епізод, який призводить до кінцевої точки утомливий пошук сестри Малдера Саманти». Джеремі Конрад з «IGN» назвав епізод відмінним і зазначив, що значна частина «Міфології Цілком таємно» закінчилася таким вирішенням викрадення Саманти, сказавши: «(Закриття) є остаточною і конкретною відповіддю на єдину річ, яка рухала Малдера протягом усього циклу серіалу. Певним чином, коли він отримав таку відповідь велика частина історії про „Досьє Х“ закінчилася».
Не всі відгуки були позитивними. Пола Вітаріс з «Cinefantastique» дала епізоду негативний відгук і присудила йому 1.5 зірки з чотирьох. Вона писала: «Замість грандіозного, захоплюючого дух, душевного фіналу, який мав би стати кульмінацією пошуків Саманти Малдером, історія закінчується безглуздістю про те, що Саманта є дитиною зоряного світла». Оглядачі Боббі Браянт і Трейсі Берлісон назвали серію «епізодом найгіршої змови». Вони зазначили, що «принципом Цілком таємно було те, що сестру Малдера, Саманту, викрали інопланетяни або ж державні змовники», той факт, що вона насправді перетворилася на дух — божевільно пропонує надприродне пояснення таємниці наукової фантастики".
Однак пізніші огляди сприйняли «Закриття» набагато позитивніше, і багато критиків високо оцінили його закінчення. Зак Хендлен з «The A.V. Club» нагородив епізод «A–». Він стверджував, що епізод спрацював через дві сцени: послідовність, в якій Малдер читає вголос із щоденника Саманти, і фінальний знімок Фокса, який возз'єднався зі своєю сестрою. Він писав, що «сувора простота» першого зробила його емоційно потужним, а другий був «трохи соковитим, трохи сюрреалістичним, трохи милим, але тим не менш прекрасним моментом». Меган Декан з «Tor Books» вважала, що історія була «безглуздою», але в поєднанні з думкою, що Саманта справді була невинною жертвою, успішно стає «комфортною». Вона назвала це кроком, який «серіал має дати Малдеру і нам, щоб назавжди закрити цю сюжетну лінію». Роберт Ширман та Ларс Пірсон у книзі «Хочемо вірити: критичний путівник з Цілком таємно, Мілленіуму та Самотніх стрільців» оцінили епізод 4 зірками з п'яти та назвали його «хоробрим». Автори зазначили, що, хоча частина сентиментальності просувається занадто далеко — наприклад, коли Малдер знаходить щоденник своєї сестри, що розмовляє з ним, або коли Малдер розповідає про те, що всі загублені душі є зірками, «критичний момент», що передбачає возз'єднання Малдера з духом сестри «надзвичайно зворушливий».

## Знімалися
- Девід Духовни — Фокс Малдер
- Джилліан Андерсон — Дейна Скаллі
- Мітч Піледжі — Волтер Скіннер
- Вільям Брюс Девіс — Курець
- Ентоні Гілд — Гарольд Піллер
- Ребекка Тулан — Тіна Малдер
- Стенлі Андерсон — Луїс Шонігер
- Мімі Пейлер — молода Саманта Пейлер